# Sikkimasca annulata
Sikkimasca annulata är en insektsart som beskrevs av Irena Dworakowska 1994. Sikkimasca annulata ingår i släktet Sikkimasca och familjen dvärgstritar. Inga underarter finns listade i Catalogue of Life.